# Subaşı
Subaşı fou un antic títol tribal turc que designava al comandant de l'exèrcit o comandant de tropes. Apareix sota els seljúcides encara que seria més antic i ja se citaria a les inscripcions de l'Orkhon. Al segle x estava en ús entre els oghuz. Sota els otomans cada ciutat important tenia un subaşı; en províncies van tenir un lloc en l'organització feudal i els subaşıs posseïen un timar (feu) i feien funcions policials sobre els sipahis i els habitants del districte; depenien d'un alay beg que al seu torn obeïa al sanjaqbegui. A la capital el subaşı era un oficial de policia que assistia al Çavuş Başı (equivalent al Cap de la Policia).